# 西尔维奥·克罗尔
西尔维奥·克罗尔（德語：Sylvio Kroll，1965年4月29日—），德国男子竞技体操运动员。他曾获得1988年夏季奥运会体操比赛男子团体全能银牌。他也参加了1992年夏季奥运会。